# Interessenverband Tic & Tourette Syndrom
Der Interessenverband Tic & Tourette Syndrom e. V., kurz IVTS e. V., ist ein bundesweit tätiger Selbsthilfeverband für Betroffene von Tics oder des Tourette-Syndroms, sowie deren Angehörigen.

## Geschichte
Der Interessenverband wurde im Oktober 2007 von Betroffenen und Angehörigen gegründet.

## Aufgaben
Zweck des IVTS e. V. ist es, die Lebensqualität und die Versorgungsdichte der Betroffenen verbessern und ein umfassendes Gesundheitsmanagement für alle Menschen mit Tics bzw. dem Tourette-Syndrom zu etablieren.
Zu den Satzungsaufgaben gehören daher:
1. Förderung, Beratung und Information Betroffener und deren Umfeld sowie Interessierter
2. Vernetzung mit Organisationen assoziierter Erkrankungen
3. Zusammenarbeit mit Fachleuten
4. Alltags- und Krankheitsbewältigung, Gesundheitskompetenz, gesundheitliche Selbsthilfe
5. Fortbildungen
6. Internetplattform als Informations- und Kommunikationsnetzwerk
7. Öffentlichkeitsarbeit[1][2][3][4][5]
8. Lobbyarbeit

Da es mitunter sehr lange dauert, bis die Diagnose Tourette Syndrom gestellt ist, ist der Beratungsbedarf aufgrund psychischer und sozialer Belastungen der Symptomatik bei den Betroffenen, den Angehörigen und in den Schulen sehr groß.

## Vereinsaktivitäten

### Informationsangebot
1. Tics und Tourette Informationsbroschüre
2. Informations-DVDs für Betroffene, Angehörige, Umfeld ISBN 978-3-9816097-5-2
3. Fortbildungs-DVDs[6] für Mediziner, Therapeuten ISBN 978-3-9816097-0-7
4. Ratgeber für Eltern
5. Der Special Effects Mann, Lebensgeschichte zu Tourette und Partnerschaft
6. Nilo: Ein bärenstarkes Abenteuer, # Mutmach-Geschichte für Kinder
7. Tims Erwachen, Geschichte für Kinder, die auf einfühlsame Weise helfen soll, die Tourette Symptomatik besser zu verstehen
8. Lukas oder – Was ist in unserer Klasse los?, Arbeitsmittel für Vor – und Grundschulen
9. Beppos aufregender Arztbesuch, Kinderbroschüre

### Projekte
Die Satzungsziele werden durch verschiedene Maßnahmen erreicht: u. a. durch Informations-DVDs, Beratung, Vermittlung, Coaching, Mediation, Tic-Landkarte und Workshops erreicht.
Weitere wichtige Anliegen des Verbandes sind die Stärkung der Elternkompetenz sowie die Förderung der Resilienz der Betroffenen. Die Fortbildung von Medizinern zum Tourette Syndrom liegt dem IVTS ebenso am Herzen wie die Unterstützung bei der Hilfe zur Selbsthilfe sowie eine Datenbank für Selbsthilfegruppen für Tic-Störungen und Tourette Syndrom und telefonische Ansprechpartner. Außerdem werden Informationen über weltweite Forschungsergebnisse in Bezug auf das Tourette-Syndrom und dessen Komorbiditäten veröffentlicht.
Familienorientierte Selbsthilfe – Workshops des IVTS e. V.
- Workshops für Familien: Ziel ist die Stärkung der Sozialkompetenz sowie zur Förderung der Lebensqualität der Betroffenen und Angehörigen mit Tic-Störungen & dem Tourette Syndrom
- Ferienfreizeit "Sommerwind": Zielgruppe junge Menschen bis 26 J. mit Tic-Störungen & dem Tourette Syndrom
- Musikwerkstatt TICs: Musizieren, Singen, Texten und Tanzen im Takt der TICs, Song "Sei laut"

## Auszeichnungen
- 2007: HanseMerkur-Preis für Kinderschutz[10]

## Kooperationen
- Kooperation mit der Stiftung Gesundheit & Tourette Gesellschaft Deutschland e. V.
- Mitgliedschaften: BAG Selbsthilfe, LAGH Bremen,  Aktionsbündnis für Seelische Gesundheit[11],  Kindernetzwerk, ADHS-Verband Deutschland,  Hilfsverein für seelische Gesundheit, European Society for the Study of Tourette Syndrome